# نور خاموش
نور خاموش (اسپانیایی: Luz silenciosa‎) فیلمی در ژانر درام به کارگردانی کارلوس ریگاداس است که در سال ۲۰۰۷ منتشر شد. از بازیگران آن می‌توان به ژاک برل اشاره کرد.